# Skattepenningen (Tizian)
Skattepenningen är en oljemålning av den italienske renässanskonstnären Tizian. Den målades 1516 och ingår i Gemäldegalerie Alte Meisters samlingar i Dresden. En annan version målades 1560–1568 och är utställd på National Gallery i London. 

## Motivet
Motivet är hämtat från evangelierna (Matteus 22:15–22, Markus 12:13–17, Lukas 20:20–26) som berättar om hur fariséerna oroade sig för Jesus ökande popularitet och ville lura honom att uttala sig kritiskt om den romerska ockupationsmakten. Därför sökte de upp Jesus och sa: "Mästare, vi vet att du är uppriktig. Du faller inte undan för någon och ser inte till personen, utan lär oss verkligen Guds väg. Är det rätt eller inte att betala skatt till kejsaren?" Jesus märkte deras onda avsikt och sade: "Hycklare, varför vill ni sätta mig på prov? Visa mig ett mynt som man betalar skatt med." De räckte honom ett och han frågade: "Vems bild och namn är det här?" "Kejsaren" svarade de. Då sade han till dem: "Ge då kejsaren det som tillhör kejsaren och Gud det som tillhör Gud". När fariséerna hörde detta blev de häpna, lät honom vara och gick sin väg. 

## Dresdenmålningen
Målningen beställdes av Alfonso I av Este och var troligen avsedd att sitta på dörren till det skåp där hertigen förvarade sin berömda mynt- och medaljsamling. Den kan ha haft en personlig mening för hertigen vars land låg inklämt mellan påvens och den tysk-romerska kejsarens intressesfärer. Målningen kom till Dresden 1746 då August III, kung av Polen och kurfurst av Sachsen, förvärvade den från hertiggalleriet i Modena. I samband med andra världskriget togs tavlan som krigsbyte av Sovjetunionen som 1955 återlämnade den.  

## Londonmålningen
Tizian målade ytterligare en målning med detta motiv 1560–1568 på beställning av Filip II av Spanien. Den förvarades på El Escorial i drygt 200 år. Efter några mellanhänder förvärvades tavlan 1852 av National Gallery i London.